# Баранья (медье)
Ба́раня (венг. Baranya, хорв. Baranja, серб. Барања) — вармедье Венгрии, находится в Южно-Задунайском крае на границе с Хорватией. Южная граница медье проходит по реке Драва, восточная — по Дунаю. Административный центр — Печ.
Баранья граничит с медье Шомодь, Тольна и Бач-Кишкун.

## География

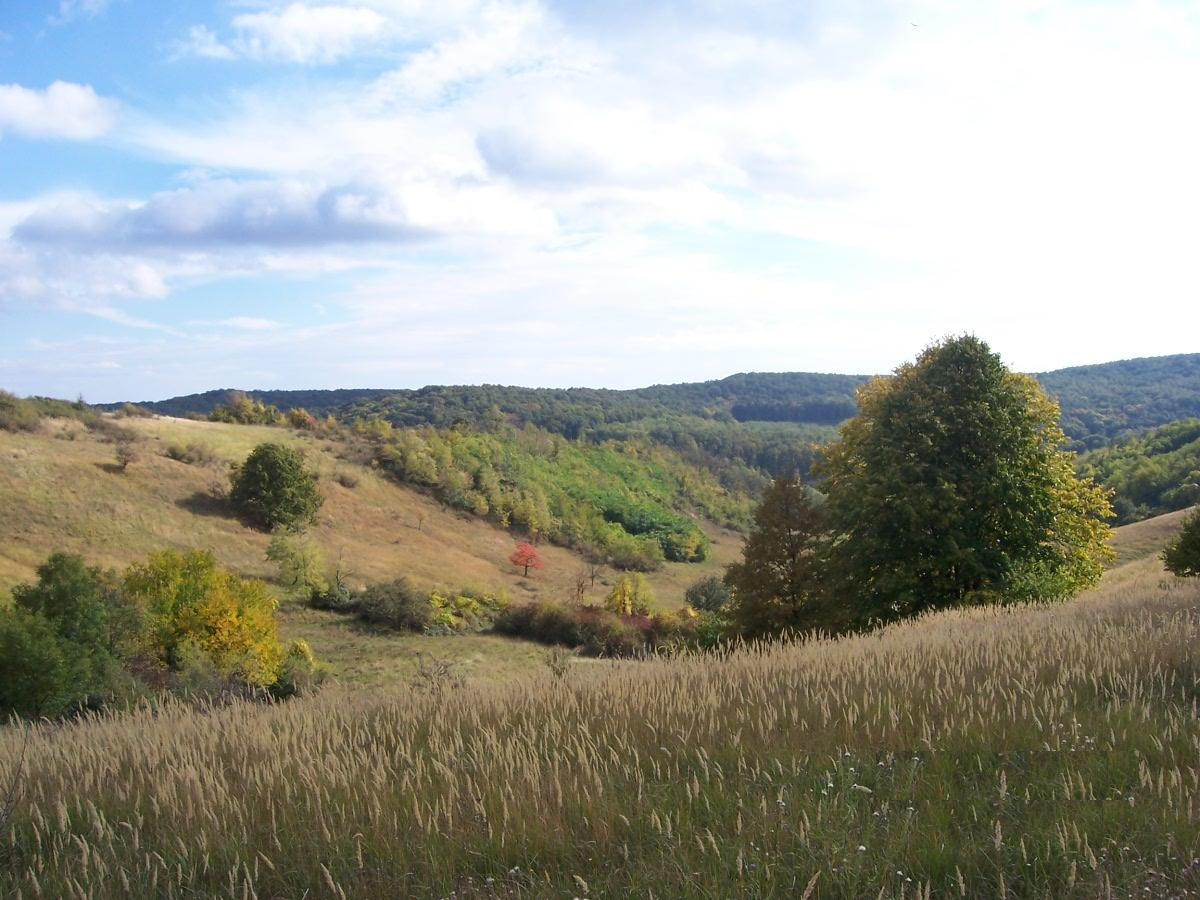
горы в Бараньи

Площадь округа 4429 км², что составляет 4,76 % от площади Венгрии. Северная часть — это лесистый горный регион Мечек, где находится самая высокая точка округа — гора Зенгё высотой 682 метра. Центральным районом является Бараньянская возвышенность. Вилланьские горы расположены в южно-восточной части Бараньи и географически отделены от гор Мечек. На юге расположен крупный холм Желич.
Низменные части округа расположены между горами Мечек и Виллань, а также на востоке и юге. Большая часть из них относится к окраине равнины Альфёльд вдоль рек Дунай и Драва. Благодаря своим плодородным почвам они прекрасно подходят для сельскохозяйственного земледелия. Высота равнинных территорий обычно колеблется в пределах 100—200 метров над уровнем моря, а различия в рельефе относительно невелики.
Влажный континентальный климат Бараньи имеет ярко выраженное средиземноморское влияние из-за её южного расположения и относительной близости Средиземного моря. Это уникально для Венгрии, поскольку остальная часть страны находится преимущественно в континентальной климатической зоне. В регионе большое количество солнечных дней в году

### Гидрография
Гидрография округа разнообразна, что обусловлено его географическим положением.
Водная сеть округа организована вокруг двух крупных рек — Дуная и Дравы, которые определяют характер водоразделов и экологических систем. Дунай протекает вдоль северо-восточной окраины округа, хотя Баранью он затрагивает лишь на коротком участке. Река Драва протекает вдоль южной границы округа и выполняет функцию естественной пограничной реки. Река Драва важна с экологической точки зрения, поскольку её поймы являются средой обитания многих животных, а сама река и её притоки также предоставляют возможности для рыбной ловли и отдыха.
Среди стоячих водоемов выделяются водохранилища Орфю, Домбаи и озеро Печ, которое было создано искусственно, но теперь стало одним из важнейших рекреационных центров в округе. Среди небольших водоёмов выделяется ручей Печи-виз и река Карашицакоторые являются важными элементами местной водной сети. Они переносят осадки с гор, а также играют важную роль в орошении и управлении водными ресурсами.
На гидрологию округа также влияет тот факт, что в горах Мечек находятся значительные карстовые источники. Эти источники зайдествованы в местном питьевом водоснабжении.

### Геология

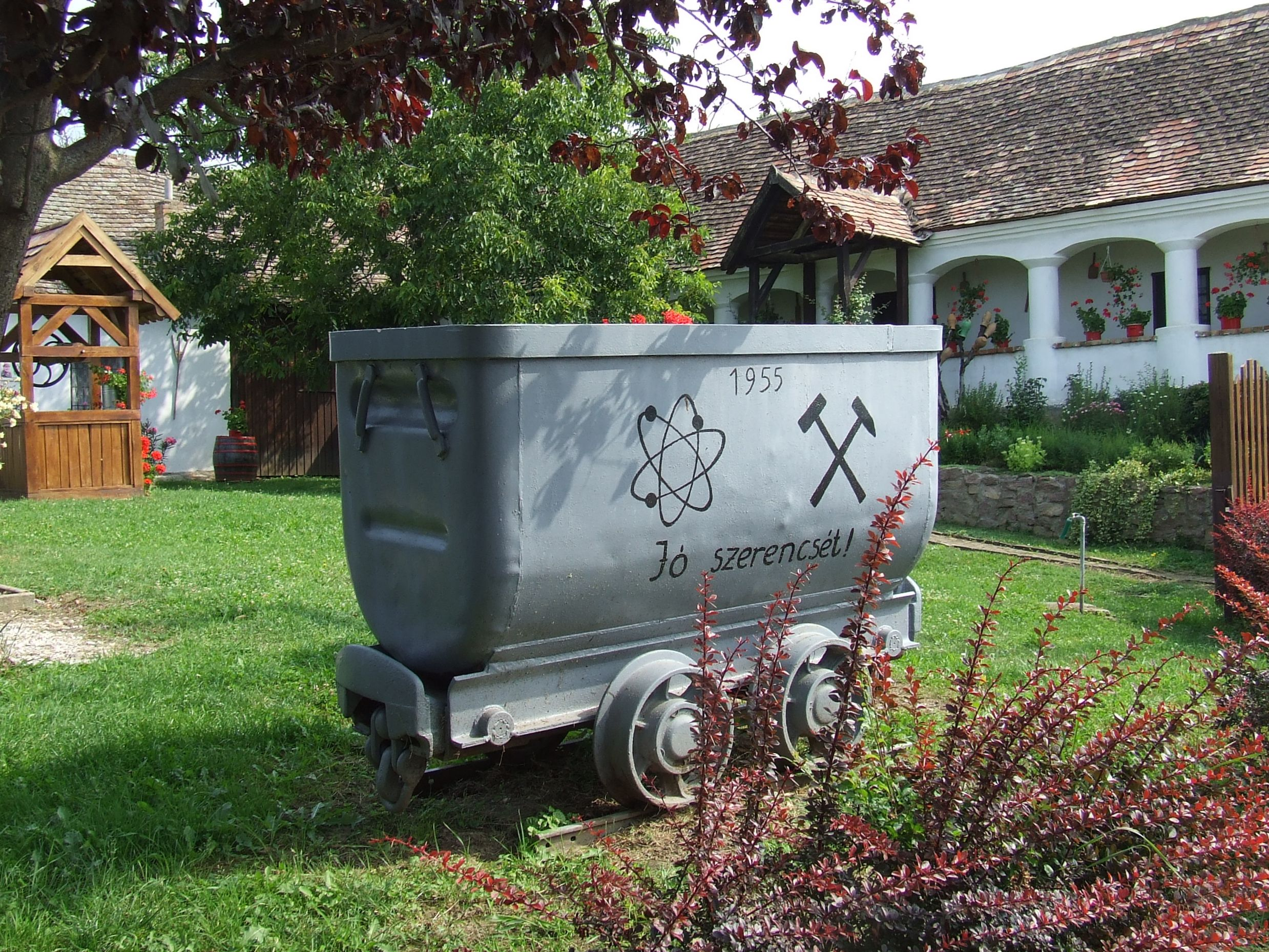
Памятник шахтерам-уранщикам в Бакони

Особенностью округа является то, что здесь сосредоточено 98 % запасов каменного угля страны, который в прошлом представлял значительную промышленную ценность и по сей день остается важным геологическим фактором.
Горы Мечек также являются важнейшим месторождением урановой руды в стране, сыгравшим большую роль в горнодобывающей промышленности и энергетике страны во второй половине XX века. Разработкой урановых месторождений производилась предприятием Боксит, однако сейчас добыча по многим причинам не ведётся.

## История
С античных времён территория медье была заселена. До прихода венгерских племён на территории Бараньи жили славяне. Иштван I Святой основал в Баранье епископство и создал комитат Баранья.
В 1526 Баранья была оккупирована Османской империей, и была освобождена только в 1689. По мирному договору в 1920 г. южная часть области (1163 км²) была утрачена.
Баранья — медье с самым большим количеством национальных меньшинств в Венгрии (более чем в 2 раза больше среднестатистического). В медье проживает около 34 % немецкого и 32 % южнославянского национальных меньшинств в Венгрии.

## Административно-территориальное деление

### Деление на яраши
С 15 июля 2013 года в Венгрии вступило в силу разделение медье на яраши вместо устаревших районов (киштершегов).
| №  | Яраш                                           | Центр      | Общин | Общин   | Население | Площадь | Плотность | Карта |
| №  | Яраш                                           | Центр      | Всего | Городов | Население | Площадь | Плотность | Карта |
| -- | ---------------------------------------------- | ---------- | ----- | ------- | --------- | ------- | --------- | ----- |
| 1  | Бойский яраш                                   | Бой        | 16    | 1       | 12 055    | 220,03  | 55        |       |
| 2  | Шашдский яраш (венг. Hegyháti járás)           | Шашд       | 25    | 2       | 12 703    | 360,72  | 35        |       |
| 3  | Комлоский яраш                                 | Комло      | 20    | 1       | 36 040    | 292,48  | 123       |       |
| 4  | Мохачский яраш                                 | Мохач      | 26    | 1       | 35 796    | 600,98  | 60        |       |
| 5  | Печский яраш                                   | Печ        | 40    | 2       | 189 707   | 623,07  | 304       |       |
| 6  | Печварадский яраш (венг. Pécsváradi járás)     | Печварад   | 17    | 1       | 11 690    | 246,44  | 47        |       |
| 7  | Шейеский яраш (венг. Sellyei járás)            | Шейе       | 38    | 1       | 14 166    | 493,69  | 29        |       |
| 8  | Шиклошский яраш (венг. Siklósi járás)          | Шиклош     | 53    | 3       | 36 257    | 652,99  | 56        |       |
| 9  | Сентлёринцский яраш (венг. Szentlőrinci járás) | Сентлёринц | 21    | 1       | 15 042    | 282,43  | 53        |       |
| 10 | Сигетварский яраш (венг. Szigetvári járás)     | Сигетвар   | 45    | 1       | 25 451    | 656,76  | 39        |       |

### Деление на районы
Деление медье на районы (киштершеги) устарело с 15 июля 2013 года. Данные этой таблицы представляют лишь исторический интерес.
Территориально медье было разделено на 9 районов, из которых наиболее крупным по числу жителей являлся Печский район, а по площади — Мохачский район. Наиболее плотно был заселён Печский район, в котором проживали около 324 человек на квадратный километр.
| Район               | Оригинальное название  | Адм. центр | Площадь (км²) | Жителей | Посёлков | Цвет | Карта |
| ------------------- | ---------------------- | ---------- | ------------- | ------- | -------- | ---- | ----- |
| Комлоский район     | Komlói kistérség       | Комло      | 314,60        | 40 602  | 19       |      |       |
| Мохачский район     | Mohácsi kistérség      | Мохач      | 846,29        | 50 884  | 43       |      |       |
| Печварадский район  | Pécsváradi kistérség   | Печварад   | 258,49        | 12 849  | 19       |      |       |
| Печский район       | Pécsi kistérség        | Печ        | 570,83        | 184 936 | 39       |      |       |
| Сентлёринцкий район | Szentlőrinci kistérség | Сентлёринц | 270,29        | 15 447  | 20       |      |       |
| Сигетварский район  | Szigetvári kistérség   | Сигетвар   | 668,91        | 27 062  | 46       |      |       |
| Шашдский район      | Sásdi kistérség        | Шашд       | 383,87        | 14 731  | 27       |      |       |
| Шейеский район      | Sellyei kistérség      | Шейе       | 463,33        | 14 072  | 35       |      |       |
| Шиклошский район    | Siklósi kistérség      | Шиклош     | 652,99        | 37 632  | 53       |      |       |

## Экономика
ВВП Бараньи в 2022 году составил более 4,4 млрд долларов США. Баранья занимает 12 место в показателе ВВП из 20 регионов Венгрии.

### Сельское хозяйство
В 2013 году в Баранье насчитывалось 494 хозяйственные организации и 15 тысяч индивидуальных фермерских хозяйств, количество которых медленно понижается. В округе развито земледелие, особенно выращивание зерновых культур, семенами которых засажено более 66 % полей. Их культур преобладают пшеница и кукуруза. Кроме того, значительные площади заняты подсолнечником и рапсом. В 2015 году уражай пшеницы составил 297,9 тыс. тонн; кукурузы 483,9 тыс. тонн; семян подсолнечника 40,7 тыс. тонн; семян рапса 52,1 тыс. тонн.
Склоны холмов, обращённые на юг, благоприятны для выращивания винограда; Винодельческий регион Виллань славится своими качественными красными винами, а винодельческий регион Печ — белыми винами.
Животноводство развито слабее. Большое значение в сельскохозяйственном секторе имеет разведение крупного рогатого скота, однако свиноводство и птицеводство тоже развиты. Условия в округе также благоприятны для разведения овец и коз, хотя они практически не задействованы. Показатели поголовья скота стагнируют.
По данным за 2014 год, валовая добавленная стоимость сельского хозяйства в экономике округа составила 11 %, что превышает средний показатель по стране.

### Промышленность
Этот район исторически считался одним из центров тяжелой промышленности Венгрии, особенно за счет добычи урановой руды и каменного угля, которые на протяжении десятилетий определяли экономику региона. Однако после смены правительства горнодобывающая промышленность постепенно пришла в упадок и была заменена легкой промышленностью и обрабатывающей промышленностью. Основные промышленные предприятия: BAT Pécsi Tobacco Factory Ltd.(табачное производство), ООО «Жолнайская фарфоровая мануфактура», Печский пивоваренный завод, Цементный завод Беременди, Harman Hungary Ltd.(производство электроники), Печская кожевенная фабрика.

## Демография
На 2001 год численность населения медье Баранья составило 407 448 жителей, в том числе:
- венгры — 375 611 (92,19 %);
- немцы — 22 720 (5,58 %);
- цыгане — 10 623 (2,61 %);
- хорваты — 7294 (1,79 %);
- прочие.